# Port de Kunda
Le port de Kunda (estonien : Kunda sadam, code EE KND  est un port de marchandises à Kunda en Estonie.

## Présentation
Le port est situé sur la rive sud de la baie de Kunda.
Le port de Kunda est l'un des sept ports d'Estonie qui traite plus d'un million de tonnes de marchandises par an.
De 400 à 600 navires y transitent chaque année.
Le territoire du port s'étend sur 57 000 m2 de terre et 832 000 m2 d'eau.
Le port dispose de 4 quai d'une longueur totale de 344 m.
La plus grande profondeur à quai est de 9,3 m.
Le plus grand navire possible : longueur 150 m, largeur 30 m, tirant d'eau 8,5 m.
Le port dispose de deux entrepôts et d'un terminal chimique liquide. 
Les marchandises sont également entreposées dans des entrepôts couverts.
Le gestionnaire du port est Kunda Sadam AS.

## Histoire
En 1805, le permis de construction du port est signé et en 1812, un bureau de douane est ouvert dans le port. Cependant, le transport de marchandises, actif dans la première moitié du siècle, a commencé à diminuer dans la seconde moitié du siècle. Le déclin a été stoppé par la fondation d'une cimenterie.
En raison de l'évolution des conditions commerciales après la Première Guerre mondiale, le chiffre d'affaires a recommencé à décliner et, en 1940, le port a cessé ses activités.
En 1994, AS Kunda Nordic Cement a reconstruit le port de Kunda. 
Fin 2018, il a été vendu à Kunda Sadam AS, une filiale de Baltic Maritime Logistics Group AS.

## Galerie

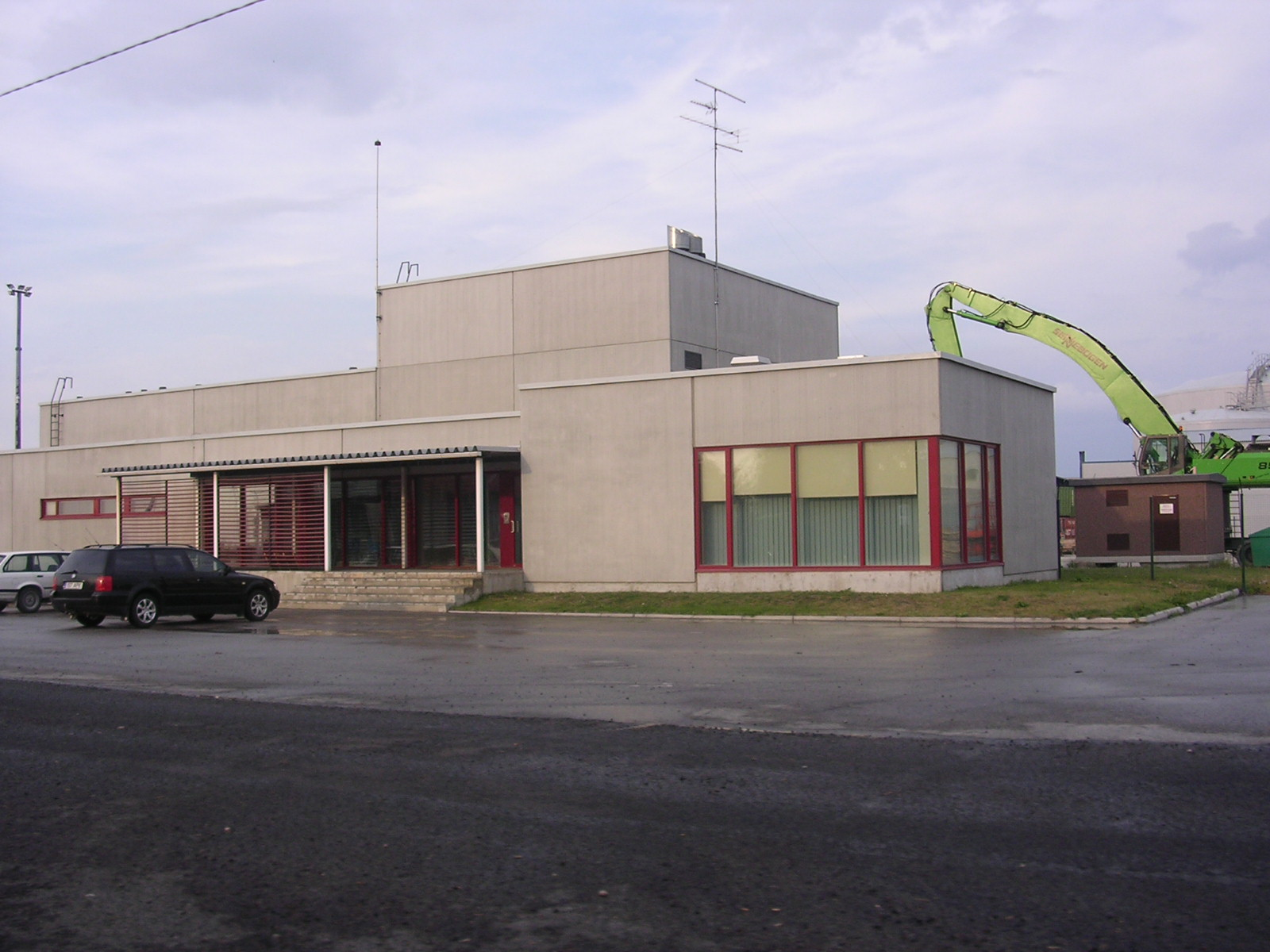
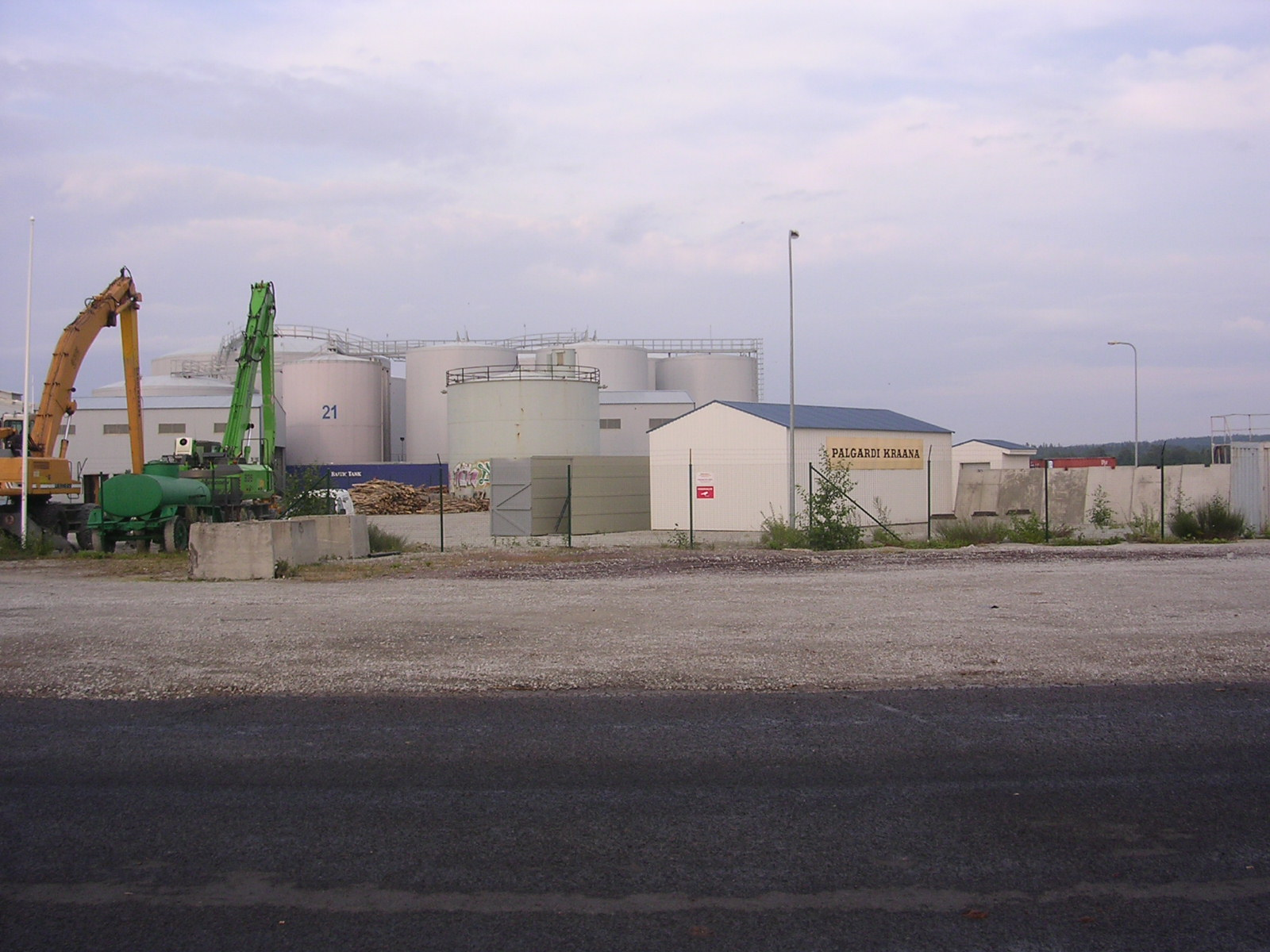
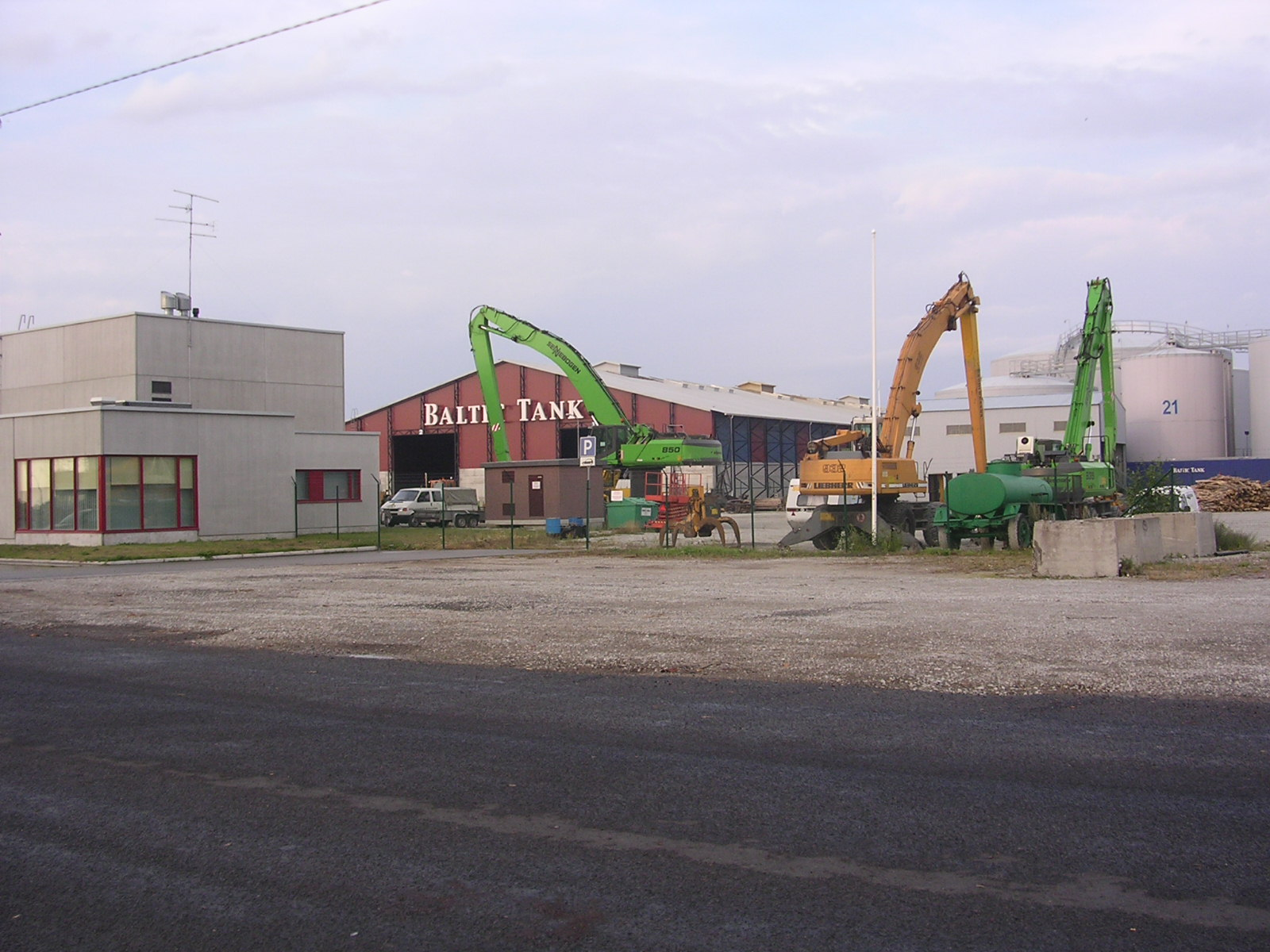
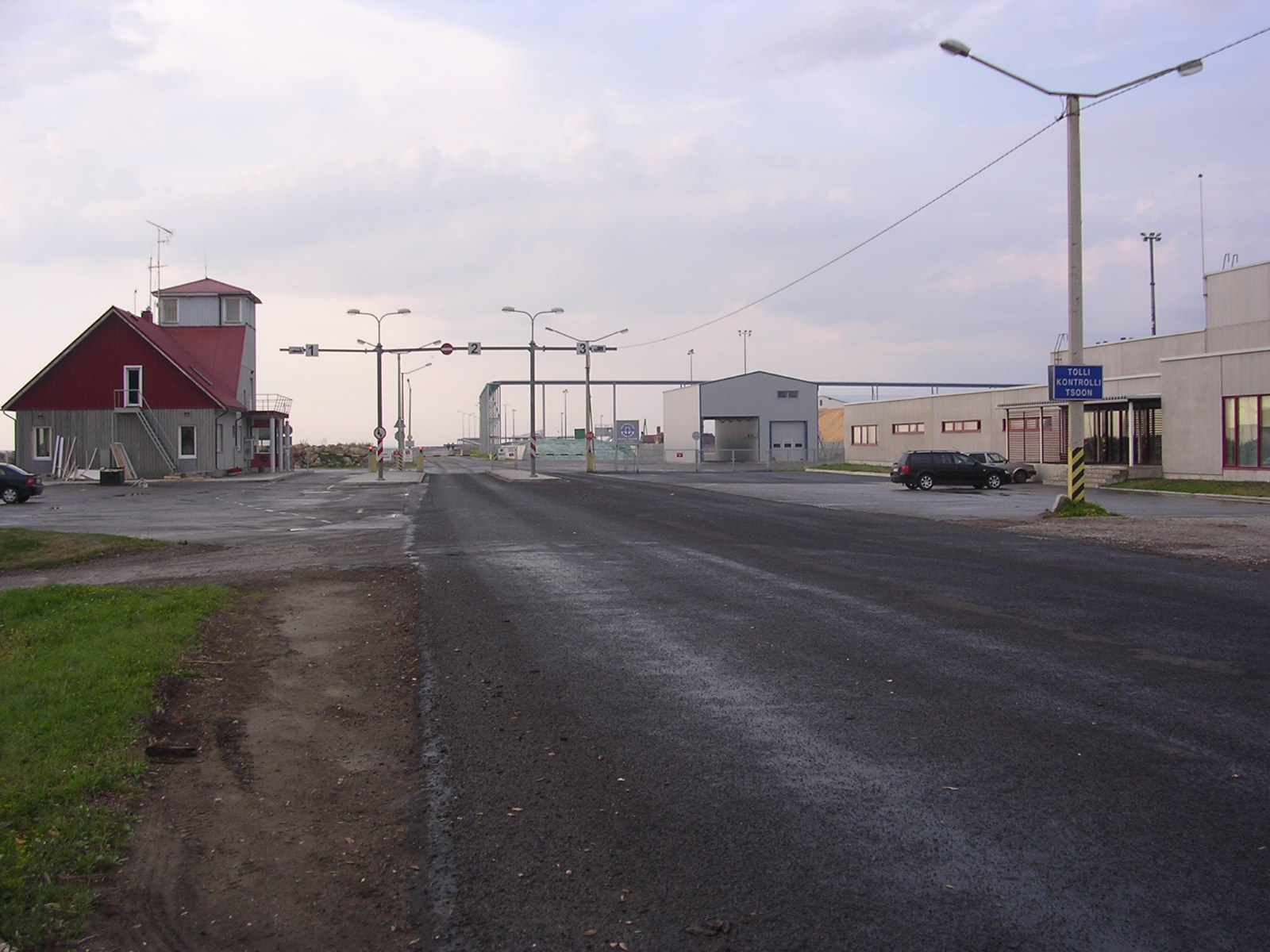